# Pidonia exilis
Pidonia exilis là một loài bọ cánh cứng trong họ Cerambycidae.